# 許恩栄
許 恩栄（ホ・ウニョン、朝鮮語: 허 은영、1983年5月8日 - ）は、大韓民国の女子プロボクサーである。京畿道出身。元WBC女子世界ミニマム級暫定王者。

## 来歴
2006年11月17日プロデビューも引き分け。
その後は連勝を重ね、2007年6月30日、韓国女子ミニマム級王座獲得。
11月10日、中国出身のIl-Lim JunとIFBA世界同級王座を争い、判定で世界王座獲得。
2008年6月1日、上村里子とWBC女子世界同級暫定王座を争い、判定で勝利。
2010年4月2日、初代WBO女子ミニフライ級王座を懸けてティラポーン・パンニミットと敵地タイで対戦。しかし判定でプロ初黒星。WBC暫定王座は懸かっていなかったが、この敗戦により剥奪された。
2013年5月28日、3年ぶりの復帰戦として香港で小関桃が持つWBC女子世界アトム級王座に挑戦。ノーランカーであったが、WBCが「選手層の薄さ」を理由に特例として認められた。試合は6回TKO負け。

## 戦績
プロボクシング:15戦 8勝 6敗 1分

## 獲得タイトル
- 韓国女子ミニマム級王座
- IFBA世界ミニフライ級王座
- WBC女子世界ミニマム級暫定王座